# Bougous
Bougous (în arabă بوقوس) este o comună din provincia El Tarf, Algeria.
Populația comunei este de 11.234 de locuitori (2008).